# Hrvati u BiH 1991.
Prema popisu stanovništva iz 1991. godine, bosanskohercegovački Hrvati su činili 17,30 % ukupnog stanovništva Bosne i Hercegovine, a njihov broj je iznosio 755.895. 
Hrvati su većinom bili skoncentrirani u:
- područjima koja su bila dio Banovine Hrvatske uz dodatak Jajca
- Plješivičkom području, jugozapadno od Bihaća uz granicu s Hrvatskom (dio Banovine Hrvatske, područje do 1945. nije bilo dio BiH)

 
ostalim područjima uz hrvatsku granicu:
- Uništima (većinsko hrvatsko selo kod Bosanskog Grahova)
- par sela kod Bosanske Gradiške

par unutrašnjih enklava:
- u Središnjoj Bosni:
  - Žepačko-Šehersko-Komušinskoj enklavi
  - Vareško-Sutješkoj enklavi
  - Usori
  - Kotor-Varošu
- u zapadnoj Bosni:
  - Ljubija (kod Prijedora)
  - područja sjeverno od Banje Luke
- u prstenu oko Zenice
- u prstenu oko Tuzle

u velikim gradovima
- Sarajevu
- Zenici
- Banjoj Luci
- Tuzli

Većina unutrašnjih enklava je ispresjeckana između više općina u kojima Hrvati nisu bili većina (Vareš je očita iznimka), a ni sve općine i gradovi na područjima bivše banovine Hrvatske s obzirom na etničke i administrativne promjene u drugoj Jugoslaviji nisu bile nacionalno homogene. 
Tijekom općinskih izbora 1991. u većini općina sa znatnim udjelom Hrvata vlast osvaja Hrvatska demokratska zajednica Bosne i Hercegovine (jedina općina s hrvatskom većinom u kojoj nije pobijedio HDZ je bio Vareš, gdje je pobijedila Socijaldemokratska partija Bosne i Hercegovine). Prvi znak rata bio je 1. listopada 1991., kada je razoreno hrvatsko selo Ravno, u istočnoj Hercegovini. Zbog odsutnosti središnje vlasti u Sarajevu, kao odgovor na srpske autnomne oblasti i nadolazeću agresiju osnivaju se hrvatske zajednie. Prva takva zajednica bila je Bosanska Posavina, koja je osnovana 12. studenog 1991., slijedile su Herceg-Bosna 18. studenog 1991., Usora 14. siječnja 1992. i Srednja Bosna 27. siječnja 1992. godine. Osnivanjem Hrvatskog vijeća obrane, 8. travnja 1992. godine, spomenute zajednice se uvezuju u vrhovnu, Hrvatsku zajednicu Herceg-Bosnu, kao političku, kulturnu, ekonomsku i teritorijalnu organizaciju hrvatskog naroda u  Bosni i Hercegovini. Herceg-Bosna je obuhvatala većinu područja sa značajnim hrvatskim prisustvom (područja Banovine Hrvatske i srednjobosanske enklave), no ona je isključivala većinu područja u Zapadnoj Bosni.

## Srodni članci
- Hrvati Bosne i Hercegovine
- Bosanskohercegovački Hrvati u Drugom svjetskom ratu i Socijalističkoj Jugoslaviji
- Demografske promjene Hrvata u BiH u razdoblju druge Jugoslavije
- Hrvatska Republika Herceg-Bosna